# Земо-Кандаура
Земо-Кандаура (груз. ზემო ყანდაურა) — село в Грузии. Находится в Сагареджойском муниципалитете края Кахетия. Высота над уровнем моря составляет 850 метров. Население — 26 человека (2014).